# A1 Mediagroep
A1 Mediagroep is een Nederlandse publieke lokale omroep voor de Gelderse gemeenten Barneveld en Nijkerk.
De omroep is opgericht in 2019 en is ontstaan als streekomroep, door de samenvoeging van Radio Barneveld (Barneveldse Omroep Stichting Actief) en OmroepN (Stichting OmroepN). A1 Mediagroep is online actief en verzorgt uitzendingen op radio en televisie.